# Almudena Carracedo Verde
Almudena Carracedo Verde (Madrid, 1972) és una cineasta espanyola guanyadora, entre d'altres, d'un Premi Emmy en 2008 per la seva pel·lícula documental Made in L.A. (2007), elogiat per The New York Times com "un excel·lent documental sobre la dignitat humana més elemental". En 2019, va obtenir el Premi Goya a la millor pel·lícula documental amb El silencio de otros.

## Trajectòria
Va néixer a Madrid i va estudiar Comunicació audiovisual en la Universitat Complutense de Madrid (UCM). Després, va continuar formant-se a l'Escola de Teatre, Cinema i Televisió de la Universitat de Califòrnia a Los Angeles (UCLA), ciutat dels Estats Units en la qual ha desenvolupat gran part de la seva carrera professional. És copropietària de la companyia Semilla Verde Productions Ltd amb seu a Brooklyn.
En 2009, després de l'èxit del seu documental Made in L.A. va rebre el premi ESTELA de la National Association of Llatí Independent Producers (NALIP) i, els següents anys, va obtenir beques de diferents organitzacions que donen suport a la producció cinematogràfica i documental: United States Artists (2009), Sundance Institute and Time Warner Foundation (2012), Creative Capital (2012) i una Beca Guggenheim en Arts Creatives que atorga la John Simon Guggenheim Memorial Foundation (2015).
La Universitat Wesleyana de Illinois la va homenatjar investint-la Doctora honoris causa en Lletres i Humanitats en 2011 com a reconeixement a la seva trajectòria. Ha estat jurat en nombrosos festivals, incloent la Setmana Internacional de Cinema de Valladolid (SEMINCI), Silverdocs i el Festival Internacional de Documentals de Santiago a Xile, així com delegada de la secció de documentals en CIM, la Associació de dones cineastes i de mitjans audiovisuals.
A més de la seva labor com a cineasta, Carracedo imparteix classes i tallers en diverses universitats, és professora de producció documental en la Universitat de Nova York (NYU) a Madrid, i una de les professores del Màster de Producció i Direcció de Documentals del IPECC de la Universitat d'Alcalá a Madrid.

## Premis i reconeixements
En 2008, Carracedo va rebre al costat de Robert Bahar un Premio Emmy pel seu documental Made in L.A. que conta la història de tres costureres en Los Angeles, immigrants llatines, que s'embarquen en una odissea durant tres anys per a aconseguir proteccions laborals bàsiques en una famosa botiga de roba.
Algun temps després de l'estrena de Made in L.A., Carracedo es va embarcar de nou amb Bahar per a filmar un documental sobre les víctimes silenciades del règim del dictador Francisco Franco. L'obra, titulada El silencio de otros (2018), camb la qual han estat treballant durant sis anys, es va estrenar en la secció Panorama de la 68 edició del Festival Internacional de Cinema de Berlín on va rebre el Premi del Público i el Premi de Cinema per la Pau de la Fundació Heinrich Böll.
L'agost de 2018, aquest documental va ser seleccionat, al costat del de Al otro lado del muro, per a aspirar a la nominació als Premis del Cinema Europeu, que atorguen anualment la Acadèmia de Cinema Europea i EFA Productions.
Al febrer de 2019, va obtenir el Goya a la millor pel·lícula documental amb El silencio de otros.
El 2019 al Festival de cinema espanyol s Nantes va rebre per El silencio de otros, amb Robert Bahar, el premi del jurat escolar.

## Obra
- 2024 - No estás sola. Espanya. Directora i guionista.
- 2018 – El silencio de otros. Estats Units-Espanya. Directora. Productora. Directora de Fotografia.
- 2007 – Made in L.A. Estats Units. Directora. Productora. Directora de Fotografia.
- 2002 – Welcome, a Docu-Journey of Impressions. Estats Units. Directora. Productora. Directora de Fotografia.
- 1996 – Rotation (curtmetratge experimental). Espanya-França. Directora. Productora. Directora de Fotografia.